# Oscularia superans
Oscularia superans är en isörtsväxtart som först beskrevs av L. Bobas, och fick sitt nu gällande namn av H.E.K. Hartmann. Oscularia superans ingår i släktet Oscularia och familjen isörtsväxter. Inga underarter finns listade i Catalogue of Life.